# Конотопська вулиця (Труханів острів)
Коното́пська ву́лиця — зникла вулиця міста Києва, що існувала в робітничому селищі на Трухановому острові. Пролягала від Київської до Остерської вулиці.

## Історія
Виникла 1907 року під час розпланування селища на Трухановому острові, на карті 1914 року позначена под назвою Конотопський провулок, згодом стали використовувати назву Конотопська вулиця. Восени 1943 року при відступі з Києва німецькі окупанти спалили селище на острові, тоді ж припинила існування уся вулична мережа включно із Конотопською вулицею.